# (32264) Cathjesslai
(32264) Cathjesslai est un astéroïde de la ceinture principale.

## Description
(32264) Cathjesslai est un astéroïde de la ceinture principale. Il fut découvert le 1er août 2000 à Socorro (Nouveau-Mexique) par le projet LINEAR. Il présente une orbite caractérisée par un demi-grand axe de 2,59 UA, une excentricité de 0,13 et une inclinaison de 3,0° par rapport à l'écliptique.

## Compléments